# Neoconocephalus harti
Neoconocephalus harti is een rechtvleugelig insect uit de familie sabelsprinkhanen (Tettigoniidae). De wetenschappelijke naam van deze soort is voor het eerst geldig gepubliceerd in 1909 door Heinrich Hugo Karny.